# Чертова, Варвара Евграфовна
Варвара Евграфовна Чертова (урождённая Мосолова, в 1 браке — Лебедева; 14 февраля 1805 — 1 февраля 1903) — благотворительница, основательница московского Александро-Мариинского института, вице-председательница Дамского Попечительства о бедных, председательница Московского совета детских приютов. Кавалерственная дама ордена Святой Екатерины.

## Биография
Варвара Евграфовна Мосолова была младшим ребёнком в семье небогатого помещика Тамбовской губернии, где кроме неё росли ещё сын и две дочери. Её отец «довольно далеко держал себя от семьи», воспитанием детей занималась мать, урождённая Чемадурова — «женщина умная и энергичная». Позднее в доме богатых родственников в Саратове Варвара Евграфовна получила блестящее образование «сообразно тому времени». В шестнадцать лет родители выдали её замуж за богатого казанского помещика Лебедева, но брак оказался недолгим и бездетным. Оставшись молодой вдовой, Варвара Евграфовна проживала в семье скончавшегося супруга.
Вторым мужем Варвары Евграфовны стал комендант Казанской крепости Павел Аполлонович Чертов (1782—1871). Брак состоялся несмотря на то, что жених был гораздо старше невесты и, по её собственным словам, «годился ей в отцы». Отличаясь «живым характером и замечательною красотою» и заняв высокое положение в светском обществе, Чертова пользовалась всеобщей любовью и уважением.
В 1846 году Павел Аполлонович был переведён на службу Москву, где супруги завели нужные знакомства, в том числе и с супругой московского генерал-губернатора А. Г. Щербатова — Софьей Степановной. Позднее Варвара Евграфовна стала её «правой рукой» в делах благотворительности, заняв пост вице-председательницы Дамского попечительства о бедных. В 1852 году она возглавила Лефортовское отделение попечительства. В 1857 году Чертова основала Александро-Мариинское училище. В 1859 году приняла под своё покровительство 1-е и 2-е Пречистенские отделения попечительства. При её содействии были открыты: Барыковская богадельня, убежище во имя Христа Спасителя с бесплатными квартирами, Убежище для слепых старух и детей, приют «Убежище святой Марии» для неизлечимых детей, Попечительство о слепых и другие. Её иждивением домовые храмы появились при шести приютах. Д. И. Никифоров, сам пользовавшийся её покровительством, в своих воспоминаниях писал:
Не было богатаго или влиятельнаго дома в Москве, причастнаго к общественной благотворительности где бы В. Е. не числилась  членом, патронессой, попечительницей или вице-председательницей. Не было богатаго или влиятельнаго дома в Москве, где бы В. Е. не была знакома. Усердно объезжала она своих знакомых, когда возникало какое-нибудь благотворительное учреждение и везде умела возбудить интерес к благому начинанию.
Благотворительная деятельность требовала немалых вложений, и, хотя Павел Аполлонович имел неплохой достаток, он «был весьма расчётлив в тратах». Чертова нашла выход в протежировании молодых девиц, появлявшихся в свете, представляя их своими племянницами. Получая подарки от их родителей, она тотчас передаривала их влиятельным лицам для необходимой поддержки своих начинаний. После смерти супруга в 1871 году Варвара Евграфовна унаследовала дом в Савёловском переулке, более 100 000 рублей, подмосковное имении, старинное серебро и бриллианты, которые были направлены на развитие московской благотворительности.
В 1876 году С. С. Щербатова, основательница и первая председательница Дамского попечительства, подала императрице Марии Александровне прошение «об увольнении по преклонным летам». 17 февраля оно было удовлетворено, также императрица приняла решение о выборе новой председательницы из числа членов Совета. Щербатова поддержала кандидатуру более молодой и родовитой Марии Александровны Нейдгардт (1831—1904). 4 марта она была избрана большинством голосов, 18 марта её кандидатура была Высочайше утверждена. Проиграв в борьбе, Чертова демонстративно отказалась от поста вице-председательницы и начала добиваться выхода своего училища из подчинения попечительства, но лишь в 1899 году оно было преобразовано в Александро-Мариинский институт им. кавалерственной дамы В. Е. Чертовой и перешло под управление военных Московского округа.
Кроме Дамского попечительства Варвара Евграфовна состояла в благотворительном «Московском обществе 1837 года», Филармоническом благотворительном обществе, Ольгинском благотворительном обществе при больнице Александра III и многих других. Во время русско-турецкой войны ею на личные средства был организован госпиталь.
За свою деятельность Варвара Евграфовна Чертова была удостоена ряда наград: ордена Святой Екатерины малого креста, медали «В память царствования императора Александра III», юбилейного знака «В память исполнения 2 мая 1897 года 100 лет существования Ведомства учреждений Императрицы Марии», Мариинского знака за L лет беспорочной службы (14 октября 1897). 12 декабря 1885 года император Александр III Высочайше разрешил «в виде исключения и во внимание к особенным ея заслугам, лично права — по всем делам, превышающим власть попечительницы, непосредственно входить с представлениями как в Московское Присутствие Опекунского совета, так и к Главноуправляющему Собственною Его Императорскаго Величества Канцеляриею по учреждениям Императрицы Марии».
Дожив до преклонных лет, последние годы Чертова очень плохо видела и «впала почти в детство». Варвара Евграфовна скончалась 1 февраля 1903 года и была похоронена на кладбище Новодевичьего монастыря рядом с супругом. На церемонии прощания присутствовал московский генерал-губернатор великий князь Сергей Александрович. Настоятель Воскресенского храма отец Николай Миловский в надгробной речи отметил вклад усопшей в благотворительную деятельность:
Господь наделил почившую необычайно редким долголетием, измеряющимся сотней лет, и больше половины этого своего века она употребила на служение обществу многочисленными и разнообразными делами благотворения. Исчислять их нет возможности. Чтобы составить хотя сжатый очерк её благотворительной деятельности, для этого нужно написать целую книгу. Достаточно сказать, что насчитываются десятки приютов, училищ, из которых одни основаны ею вновь и обеспечены, а другие, существовавшие ранее, ею поддержаны и приведены в цветущее состояние… Её деятельность найдет себе должную оценку в летописи благотворительных учреждений Москвы, как и в истории благотворительного дела в России вообще…